# Delaney Schnell
Delaney Schnell (n. 21 decembrie 1998, Iron Mountain, Michigan, SUA) este o săritoare în apă ce a reprezentat Statele Unite ale Americii, medaliată olimpică. A participat la o ediție a Jocurilor Olimpice (2020) în care a câștigat o medalie de argint.